# راي بيتس
راي بيتس (بالإنجليزية: Ray Bates)‏ هو لاعب كرة قاعدة أمريكي، ولد في 8 فبراير 1890 في باترسون في الولايات المتحدة، وتوفي في 15 أغسطس 1970 في توسان في الولايات المتحدة.

## وصلات خارجية
- راي بيتس على موقعبيزبول رفرنس.كوم (الدوري الرئيسي) (الإنجليزية)
- راي بيتس على موقعبيزبول رفرنس.كوم (الدوري الثانوي) (الإنجليزية)